# Økonomi- og Indenrigsministeriet
 Der er for få eller ingen kildehenvisninger i denne artikel, hvilket er et problem. Du kan hjælpe ved at angive troværdige kilder til de påstande, som fremføres i artiklen.

Økonomi- og Indenrigsministeriet var et dansk ministerium med ansvar for sager vedrørende økonomi, statistik og indenrigsområdet.
Ministeriet blev oprettet i forbindelse med Regeringen Helle Thorning-Schmidts tiltræden 3. oktober 2011 ved overførsel af sager fra de hidtidige Økonomi- og Erhvervsministeriet, Indenrigs- og Sundhedsministeriet, Finansministeriet og fra It- og Telestyrelsen. Ministeriet blev nedlagt den 28. juni 2015, og opgaverne blev flyttet til Finansministeriet, Social- og Indenrigsministeriet, Energi-, Forsynings- og Klimaministeriet og Skatteministeriet. Det blev genoprettet den 28. november 2016 som et led i Regeringen Lars Løkke Rasmussen III's tiltræden,[kilde mangler] men nedlagt igen i juni 2019 af Regeringen Mette Frederiksen til fordel ifm. en sammenlægning af Økonomi- og Indenrigsministeriet og Børne- og Socialministeriet, der blev til Social- og Indenrigsministeriet.

## Ministeriets sagsområder
Bortset fra de sager, der blev ført med over i Ministeriet for Sundhed og Forebyggelse, overtog Økonomi- og Indenrigsministeriet alle de sagsområder, der tidligere hørte under Indenrigs- og Sundhedsministeriet.
Fra Økonomi- og Erhvervsministeriet overtog det nye ministerium alle sager om statistik og makroøkonomi, herunder Danmarks Statistik og De Økonomiske Råd.
Fra Finansministeriet overtog det nye ministerium sager vedrørende udarbejdelse af konjunkturovervågning og -vurdering, international økonomi, bortset fra EU’s budget og finansielle perspektiver, og regelforenkling i den offentlige sektor.
Fra Ministeriet for Videnskab, Teknologi og Udvikling overtog det nye ministerium opgaver vedrørende offentlig digitalisering It- og Telestyrelsen.
Desuden deltog ministeren i ECOFIN (EU's ministerråd af økonomi- og finansministre). I første halvår af 2012 havde den danske økonomi- og indenrigsminister formandskabet i ECOFIN.

## Institutioner under ministeriet
- Anvendt KommunalForskning
- Danmarks Statistik
- CPR-kontoret
- Det Økonomiske Råd
- KREVI
- Statsforvaltningerne
- Center for Offentlig Innovation

## Ministeriet efter 2011
Økonomi- og indenrigsministeriet blev oprettet til den radikale partileder Margrethe Vestager, da Regeringen Helle Thorning-Schmidt I blev dannet i oktober 2011. Ministeriet forsatte under Regeringen Helle Thorning-Schmidt II, men det var nedlagt under Regeringen Lars Løkke Rasmussen II (2015 – 2016).
Ministeriet blev genoprettet, da Regeringen Lars Løkke Rasmussen III blev dannet i november 2016,[kilde mangler] men blev igen nedlagt i juni 2019 af Regeringen Mette Frederiksen, da denne valgte at sammenlægge Økonomi- og Indenrigsministeriet og Børne- og Socialministeriet.

## Ministerier før 2011
Indenrigsministeriet blev oprettet den 16. november 1848, og det er dermed et af de ældste ministerier i Danmark.
Indenrigsministeriet var nedlagt i 2007 – 2009. I denne periode blev opgaverne varetaget af Velfærdsministeriet.
I Efterkrigstiden fik to ministre tildelt særlige økonomiske opgaver. Det var Minister uden portefølje med henblik på den økonomiske politik Vilhelm Buhl (S) (1947-1950) samt Økonomi- og arbejdsminister Jens Otto Krag (S) (1953-1957).
Det første egentlige økonomiministerium blev oprettet ved regeringsdannelsen efter folketingsvalget 1957, hvor den siddende statsminister H.C. Hansen (S) dannede sin anden regering. Bertel Dahlgaard (R) blev den første Økonomiminister og minister for nordiske anliggender.

## Økonomi- og indenrigsministre
- 2010-2011: Økonomi- og erhvervsminister Brian Mikkelsen (KF)
- 2010-2011: Indenrigs- og sundhedsminister Bertel Haarder (V)
- 2011-2014: Økonomi- og indenrigsminister Margrethe Vestager (RV)
- 2014-2015: Økonomi- og indenrigsminister Morten Østergaard (RV)
- 2015-2016: Økonomiministeriet var nedlagt.
- 2015-2016: Social- og indenrigsminister Karen Ellemann (V)
- 2016-2019: Økonomi- og indenrigsminister Simon Emil Ammitzbøll (LA)